# Nazionale di tuffi dell'Italia

Klaus Dibiasi, campione olimpico, mondiale ed europeo

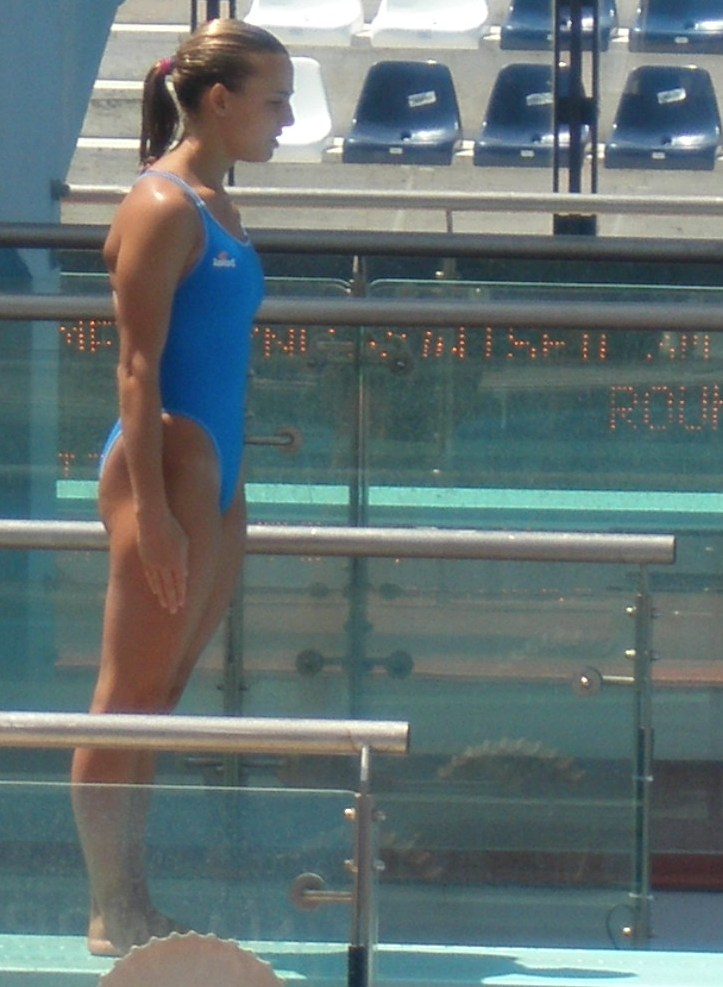
Tania Cagnotto, campionessa mondiale ed europea

La nazionale di tuffi dell'Italia rappresenta l'Italia nelle competizioni  internazionali. La selezione degli atleti è di competenza della Federazione Italiana Nuoto e regolata a discrezione dei tecnici federali.

## Storia
I primi tuffatori italiani ad affermarsi a livello internazionale sono Luciano Cozzi e Ezio Selva, medaglie di bronzo ai Campionati europei di nuoto 1927. 
Negli anni Sessanta e Settanta l'Italia domina nel settore maschile grazie al talento individuale di Klaus Dibiasi e Giorgio Cagnotto che collezionano una lunga serie di successi alle Olimpiadi, mondiali ed europei. Dibiasi è tuttora l'unico tuffatore al mondo ad aver vinto tre olimpiadi consecutive nella stessa specialità (piattaforma). 
Nei decenni successivi è soprattutto Nicola Marconi a tenere alto il prestigio dell'Italia a livello europeo. 
L'Italia torna ad essere competitiva a livello mondiale negli anni Duemila grazie ai successi di Tania Cagnotto, vincitrice di due medaglie olimpiche, dieci mondiali e ben 20 europee, culminate con la conquista dell'oro individuale nel trampolino 1m ai Campionati mondiali di nuoto 2015. Tania Cqgnotto eccelle anche nelle nuove specialità dei tuffi sincronizzati in coppia con Maria Marconi, Noemi Batki, Maicol Verzotto e soprattutto Francesca Dallapé, con la quale raggiunge i più importanti traguardi internazionali.
Il settore cresce, capace di conquistare medaglie a livello mondiale e di affermarsi adesso a livello europeo anche come squadra con atleti come Chiara Pellacani, Elena Bertocchi, Giovanni Tocci, Matteo Santoro, Alessandro De Rose, Lorenzo Marsaglia, e altri.

## Riepilogo medaglie (Olimpiadi, Mondiali, Europei)

### 1920-1927
| Competizione                    | Oro               | Argento           | Bronzo                                |
| ------------------------------- | ----------------- | ----------------- | ------------------------------------- |
| 2^ Europeo (Bologna 1927) 0 - 2 | -- -- -- -- -- -- | -- -- -- -- -- -- | Luciano Cozzi (T3m) Ezio Selva (P10m) |

### 1960-1969
| Competizione                             | Oro                  | Argento              | Bronzo                 |
| ---------------------------------------- | -------------------- | -------------------- | ---------------------- |
| Olimpiade (Tokyo 1964) 0 - 1 - 0         | -- -- -- -- -- --    | Klaus Dibiasi (P10m) | -- -- -- -- -- --      |
| 11^ Europeo (Utrecht 1966) 1 - 0 - 1     | Klaus Dibiasi (P10m) | -- -- -- -- -- --    | Giorgio Cagnotto (T3m) |
| Olimpiade (Città del Messico 1968) 1 - 0 | Klaus Dibiasi (P10m) | Klaus Dibiasi (T3m)  | -- -- -- -- -- --      |

### 1970-1979
| Competizione                            | Oro                                      | Argento                                  | Bronzo                  |
| --------------------------------------- | ---------------------------------------- | ---------------------------------------- | ----------------------- |
| 12^ Europeo (Barcellona 1970) 1 - 2 - 1 | Giorgio Cagnotto (T3m)                   | Klaus Dibiasi (T3m) Klaus Dibiasi (P10m) | Giorgio Cagnotto (P10m) |
| Olimpiade (Monaco 1972) 1 - 1           | Klaus Dibiasi (P10m)                     | Giorgio Cagnotto (T3m)                   | Giorgio Cagnotto (P10m) |
| 1^ Mondiale (Belgrado 1973) 1 - 0       | Klaus Dibiasi (P10m)                     | Klaus Dibiasi (T3m)                      | -- -- -- -- -- --       |
| 13^ Europeo (Vienna 1974) 2 - 1 - 0     | Klaus Dibiasi (T3m) Klaus Dibiasi (P10m) | Giorgio Cagnotto (T3m)                   | -- -- -- -- -- --       |
| 2^ Mondiale (Cali 1975) 1 - 0           | Klaus Dibiasi (P10m)                     | Klaus Dibiasi (T3m)                      | -- -- -- -- -- --       |
| Olimpiade (Montréal 1976) 1 - 0         | Klaus Dibiasi (P10m)                     | Giorgio Cagnotto (T3m)                   | -- -- -- -- -- --       |
| 14^ Europeo (Jönköping 1977) 0 - 1 - 0  | -- -- -- -- -- --                        | Giorgio Cagnotto (T3m)                   | -- -- -- -- -- --       |
| 3^ Mondiale (Berlino 1978) 0 - 1        | -- -- -- -- -- --                        | -- -- -- -- -- --                        | Giorgio Cagnotto (T3m)  |

### 1980-1989
| Competizione                   | Oro               | Argento           | Bronzo                  |
| ------------------------------ | ----------------- | ----------------- | ----------------------- |
| Olimpiade (Mosca 1980) 0 - 1   | -- -- -- -- -- -- | -- -- -- -- -- -- | Giorgio Cagnotto (T3m)  |
| 17^ Europeo (Sofia 1985) 0 - 1 | -- -- -- -- -- -- | -- -- -- -- -- -- | Domenico Rinaldi (P10m) |

### 1990-1999
| Competizione                          | Oro                                          | Argento           | Bronzo                                       |
| ------------------------------------- | -------------------------------------------- | ----------------- | -------------------------------------------- |
| 20^ Europeo (Atene 1991) 0 - 1        | -- -- -- -- -- --                            | -- -- -- -- -- -- | Davide Lorenzini (T3m)                       |
| 23^ Europeo (Siviglia 1997) 0 - 1     | -- -- -- -- -- --                            | -- -- -- -- -- -- | Nicola Marconi & Donald Miranda (T3m sincro) |
| 24^ Europeo (Istanbul 1999) 1 - 0 - 0 | Nicola Marconi & Donald Miranda (T3m sincro) | -- -- -- -- -- -- | -- -- -- -- -- --                            |

### 2000-2009
| Competizione                                  | Oro                                                                                       | Argento                                         | Bronzo |
| --------------------------------------------- | ----------------------------------------------------------------------------------------- | ----------------------------------------------- | --- |
| 26^ Europeo Nuoto (Berlino 2002) 1 - 2        | Nicola Marconi (T1m)                                                                      | Tania Cagnotto (P10m)                           | Nicola Marconi & Tommaso Marconi (T3m sincro) Tania Cagnotto & Maria Marconi (T3m sincro)                                                        |
| 27^ Europeo Nuoto (Madrid 2004) 2 - 1 - 3     | Tania Cagnotto (P10m) Nicola Marconi & Tommaso Marconi (T3m sincro)                       | Nicola Marconi (T1m)                            | Tania Cagnotto (T1m) Valentina Marocchi (P10m) Brenda Spaziani & Valentina Marocchi (P10m sincro)                                                |
| 11^ Mondiale Nuoto (Montréal 2005) 0 - 1      | -- -- -- -- -- --                                                                         | -- -- -- -- -- --                               | Tania Cagnotto (T3m) |
| 28^ Europeo Nuoto (Budapest 2006) 0 - 4       | -- -- -- -- -- --                                                                         | -- -- -- -- -- --                               | Cristopher Sacchin (T1m) Maria Marconi (T1m) Nicola Marconi & Tommaso Marconi (T3m sincro) Michele Benedetti & Francesco Dell'Uomo (P10m sincro) |
| 12^ Mondiale Nuoto (Melbourne 2007) 0 - 2     | -- -- -- -- -- --                                                                         | -- -- -- -- -- --                               | Tania Cagnotto (T3m) Cristopher Sacchin (T1m) |
| 29^ Europeo Nuoto (Endhoven 2008) 1 - 0 - 3   | Tania Cagnotto (P10m)                                                                     | -- -- -- -- -- --                               | Cristopher Sacchin (T1m) Maria Marconi (T1m) Francesco Dell'Uomo (P10m) Tania Cagnotto & Noemi Batki (P10m sincro)                               |
| 1^ Europeo Tuffi (Torino, apr 2009) 3 - 2 - 2 | Tania Cagnotto (T1m) Tania Cagnotto (T3m) Tania Cagnotto & Francesca Dallapé (T3m sincro) | Cristopher Sacchin (T1m) Maria Marconi (T1m)    | Michele Benedetti (T3m) Tommaso Marconi & Nicola Marconi (T3m sincro)                                                                            |
| 13^ Mondiale Nuoto (Roma 2009) 0 - 1 - 1      | -- -- -- -- -- --                                                                         | Tania Cagnotto & Francesca Dallapé (T3m sincro) | Tania Cagnotto (T3m) |

### 2010-2019
| Competizione                                      | Oro                                                                                       | Argento                                                                                  | Bronzo                                                                         |
| ------------------------------------------------- | ----------------------------------------------------------------------------------------- | ---------------------------------------------------------------------------------------- | ------------------------------------------------------------------------------ |
| 30^ Europeo Nuoto (Budapest, ago 2010) 2 - 1 - 0  | Tania Cagnotto (T1m) Tania Cagnotto & Francesca Dallapé (T3m sincro) '                    | Noemi Batki (P10m)                                                                       | -- -- -- -- -- --                                                              |
| 2^ Europeo Tuffi (Torino, mar 2011) 3 - 0 - 1     | Tania Cagnotto (T1m) Noemi Batki (P10m) Tania Cagnotto & Francesca Dallapé (T3m sincro)   | -- -- -- -- -- --                                                                        | Tania Cagnotto (T3m)                                                           |
| 14^ Mondiale Nuoto (Shanghai 2011) 0 - 1          | -- -- -- -- -- --                                                                         | -- -- -- -- -- --                                                                        | Tania Cagnotto (T1m)                                                           |
| 3^ Europeo Tuffi (Eindhoven, mag 2012) 1 - 2 - 0  | Tania Cagnotto & Francesca Dallapé (T3m sincro)                                           | Tania Cagnotto (T1m) Noemi Batki (P10m)                                                  | -- -- -- -- -- --                                                              |
| 4^ Europeo Tuffi (Rostock, giu 2013) 2 - 1 - 0    | Tania Cagnotto (T1m) Tania Cagnotto & Francesca Dallapé (T3m sincro)                      | Tania Cagnotto (T3m)                                                                     | -- -- -- -- -- --                                                              |
| 15^ Mondiale Nuoto (Barcellona 2013) 0 - 2 - 0    | -- -- -- -- -- --                                                                         | Tania Cagnotto (T1m) Tania Cagnotto & Francesca Dallapé (T3m sincro)                     | -- -- -- -- -- --                                                              |
| 32^ Europeo Nuoto (Berlino, ago 2014) 2 - 0       | Tania Cagnotto (T1m) Tania Cagnotto & Francesca Dallapé (T3m sincro)                      | Tania Cagnotto (T3m) (T1m) Noemi Batki (P10m)                                            | -- -- -- -- -- --                                                              |
| 5^ Europeo Tuffi (Rostock, giu 2015) 3 - 0 - 1    | Tania Cagnotto (T1m) Tania Cagnotto (T3m) Tania Cagnotto & Francesca Dallapé (T3m sincro) | -- -- -- -- -- --                                                                        | Noemi Batki (P10m)                                                             |
| 16^ Mondiale Nuoto (Kazan 2015) 1 - 0 - 2         | Tania Cagnotto (T1m)                                                                      | -- -- -- -- -- --                                                                        | Tania Cagnotto (T3m) Tania Cagnotto & Maicol Verzotto (T3m sincro misto)       |
| 33^ Europeo Nuoto (Londra, mag 2016) 3 - 0        | Tania Cagnotto (T1m) Tania Cagnotto (T3m) Tania Cagnotto & Francesca Dallapé (T3m sincro) | Giovanni Tocci (T1m) Elena Bertocchi (T1m) Tania Cagnotto & Maicol Verzotto (T3m sincro) | -- -- -- -- -- --                                                              |
| Olimpiade (Rio de Janeiro 2016) 0 - 1 - 1         | -- -- -- -- -- --                                                                         | Tania Cagnotto & Francesca Dallapé (T3m sincro)                                          | Tania Cagnotto (T3m)                                                           |
| 6^ Europeo Tuffi (Kiev, giu 2017) 2 - 0 - 1       | Elena Bertocchi (T1m) Elena Bertocchi & Maicol Verzotto (T3m sincro)                      | -- -- -- -- -- --                                                                        | Noemi Batki & Maicol Verzotto (P10m sincro)                                    |
| 17^ Mondiale Nuoto (Budapest 2017) 0 - 3          | -- -- -- -- -- --                                                                         | -- -- -- -- -- --                                                                        | Giovanni Tocci (T1m) Alessandro De Rose (grandi altezze) Elena Bertocchi (T1m) |
| 34^ Europeo Nuoto (Edimburgo, ago 2018) 1 - 2 - 1 | Chiara Pellacani & Elena Bertocchi (T3m sincro)                                           | Giovanni Tocci (T1m) Noemi Batki (P10m)                                                  | Elena Bertocchi (T1m)                                                          |
| 7^ Europeo Tuffi (Kiev, mag 2019) 1 - 0 - 1       | Chiara Pellacani & Noemi Batki (P10m sincro)                                              | -- -- -- -- -- --                                                                        | Lorenzo Marsaglia (T1m)                                                        |
| 18^ Mondiale Nuoto (Gwangju, lug 2019) 0 - 0      | -- -- -- -- -- --                                                                         | -- -- -- -- -- --                                                                        | -- -- -- -- -- --                                                              |

### 2020-2029
| Competizione                                          | Oro | Argento | Bronzo |
| ----------------------------------------------------- | --- | --- | --- |
| 35^ Europeo Nuoto (Budapest, mag 2021) 2 - 3 - 2      | Elena Bertocchi (T1m) Chiara Pellacani & Matteo Santoro (T3m sincro) | Chiara Pellacani (T3m) Elena Bertocchi & Chiara Pellacani (T3m sincro) Team Event (Chiara Pellacani, Sarah Jodoin Di Maria, Andreas Sargent Larsen, Riccardo Giovannini) | Giovanni Tocci (T1m) Chiara Pellacani (T1m) |
| 19^ Mondiale (Budapest, giu 2022) 0 - 1 - 0           | -- -- -- -- -- -- | Matteo Santoro & Chiara Pellacani (T3m sincro misto) | -- -- -- -- -- -- |
| 36^ Europeo Nuoto (Roma, ago 2022) 4 - 3 - 7          | Lorenzo Marsaglia (T3m) Elena Bertocchi (T1m) Chiara Pellacani (T3m) Team Event (Eduard Timbretti Gugiu, Sarah Jodoin Di Maria, Andreas Sargent Larsen, Chiara Pellacani) | Lorenzo Marsaglia (T1m) Lorenzo Marsaglia & Giovanni Tocci (T3m sincro) Elena Bertocchi & Chiara Pellacani (T3m sincro)                                                  | Giovanni Tocci (T1m) Giovanni Tocci (T3m) Chiara Pellacani (T1m) Chiara Pellacani & Matteo Santoro (T3m sincro) Eduard Timbretti Gugiu & Sarah Jodoin Di Maria (P10m sincro) Alessandro De Rose (grandi altezze) Elisa Cosetti (grandi altezze) |
| 20^ Mondiale (Fukuoca, lug 2023) 0 - 2                | -- -- -- -- -- -- | -- -- -- -- -- -- | Elena Bertocchi & Chiara Pellacani (T3m sincro) Chiara Pellacani & Matteo Santoro (T3m sincro misto) |
| 21^ Mondiale (Doha, Qatar, gen 2024) 0 - 2 - 0        | -- -- -- -- -- -- | Lorenzo Marsaglia & Giovanni Tocci (T3m sincro) Chiara Pellacani & Matteo Santoro (T3m sincro misto)                                                                     | -- -- -- -- -- -- |
| 37^ Europeo Nuoto (Belgrado, giu 2024) 0 - 3 - 1      | -- -- -- -- -- -- | Matteo Santoro (T1m) Matteo Santoro (T3m) Francesco Casalini & Julian Verzotto (P10m sincro)                                                                             | Stefano Belotti (T1m) |
| 22^ Mondiale (Singapore, lug 2025) 1 - 0 - 2 = tot. 3 | Chiara Pellacani & Matteo Santoro (T3m sincro misto) | -- -- -- -- -- -- | Chiara Pellacani (T1m) Chiara Pellacani (T3m) |